# Ilocos Sul
Ilocos Sul é um província de  primeira classe de renda da província (d) na região Região de Ilocos (Região I), nas Filipinas. De acordo com o censo de 1 de maio  de  2020 possui uma população de 706 009 pessoas e 172 048 domicílios.
A sua capital é Vigan.

## Subdivisões
Municípios
- Alilem
- Banayoyo
- Bantay
- Burgos
- Cabugao
- Caoayan
- Cervantes
- Galimuyod
- Gregorio del Pilar
- Lidlidda
- Magsingal
- Nagbukel
- Narvacan
- Quirino
- Salcedo
- San Emilio
- San Esteban
- San Ildefonso
- San Juan
- San Vicente
- Santa
- Santa Catalina
- Santa Cruz
- Santa Lucia
- Santa Maria
- Santiago
- Santo Domingo
- Sigay
- Sinait
- Sugpon
- Suyo
- Tagudin

Cidades
- Candon
- Vigan